# Formosatettix yunnanensis
Formosatettix yunnanensis är en insektsart som beskrevs av Zheng, Z. 1992. Formosatettix yunnanensis ingår i släktet Formosatettix och familjen torngräshoppor. Inga underarter finns listade i Catalogue of Life.